# 小行星3559
小行星3559（英語：3559 Violaumayer）是一颗围绕太阳公转的小行星。1980年8月8日，愛德華·鮑威爾在可可尼诺县发现了此天体。
这颗小行星的绝对星等为70.96817030109774等。